# Tossal de les Forques (Alcoletge)
El Tossal de les Forques és una muntanya de 238 metres que es troba al municipi d'Alcoletge, a la comarca catalana del Segrià.